# Hypancistrus furunculus
Hypancistrus furunculus es una especie de peces de la familia Loricariidae.

## Hábitat
Es un pez de agua dulce y de clima tropical.

## Distribución geográfica
Se encuentran en la cuenca del río Orinoco en Venezuela.